# Geopé
La Compañía General de Obras Públicas S.A., más conocida como Geopé (del acrónimo usado en los comunicados cablegráficos: General —Ge— de Obras Públicas —Pé— o GOP), fue una de las empresas constructoras más importantes en Argentina y Sudamérica, fundada el 14 de mayo de 1913 como filial de la compañía alemana Philipp Holzmann.

## Obras
Esta empresa tuvo a su cargo la construcción de obras públicas, plantas industriales, casas particulares, edificios de vivienda colectiva, oficinas, sedes bancarias y los primeros rascacielos racionalistas de Buenos Aires.
Entre otros encargos, Geopé realizó la estructura de hormigón armado de la Confitería del Molino, el ensanche del Plaza Hotel y la construcción de 650 casas del Barrio Varela en Buenos Aires.
| Algunas obras trascendentes de la Geopé | Algunas obras trascendentes de la Geopé | Algunas obras trascendentes de la Geopé | Algunas obras trascendentes de la Geopé  | Algunas obras trascendentes de la Geopé |
| Imagen                                  | Año                                     | Ciudad                                  | Dirección                                | Obra                                    |
| --------------------------------------- | --------------------------------------- | --------------------------------------- | ---------------------------------------- | --------------------------------------- |
|                                         | 1907                                    | Dock Sud                                | Av. Agustín Debenedetti 1636             | Central Eléctrica                       |
|                                         | 1909                                    | Buenos Aires                            | C/ Florida 1005, Retiro                  | Plaza Hotel                             |
|                                         | 1913                                    | Buenos Aires                            | Av. Rivadavia                            | Subte (Línea A)                         |
|                                         | 1915                                    | Buenos Aires                            | C/ Florida 165, San Nicolás              | Galería Güemes                          |
|                                         | 1916                                    | Buenos Aires                            | Av. Rivadavia 1815, Balvanera            | Confitería del Molino                   |
|                                         | 1924                                    | Buenos Aires                            | C/ Florida 99, San Nicolás               | Banco de Boston                         |
|                                         | 1925                                    | Buenos Aires                            | Av. Las Heras 2214, Recoleta             | Facultad de Ingeniería                  |
|                                         | 1926                                    | Buenos Aires                            | C/ Reconquista 134, San Nicolás          | Edificio Reconquista Plaza              |
|                                         | 1928                                    | Buenos Aires                            | C/ Sarmiento 151, San Nicolás            | Correo Central                          |
|                                         | 1928                                    | Buenos Aires                            | C/ Mitre 527, San Nicolás                | Edificio Tornquist                      |
|                                         | 1930                                    | Buenos Aires                            | Av. Lisandro de la Torre 2300, Mataderos | Frigorífico Municipal                   |
|                                         | 1931                                    | Buenos Aires                            | C/ Florida 201, San Nicolás              | Banco Popular Argentino                 |
|                                         | 1933                                    | Buenos Aires                            | Av. Tomás Edison 2700, Puerto Nuevo      | Usina (CIAE)                            |
|                                         | 1933                                    | Buenos Aires                            | Av. Corrientes 222, San Nicolás          | Edificio Comega                         |
|                                         | 1934                                    | Buenos Aires                            | Av. Corrientes 456, San Nicolás          | Edificio Safico                         |
|                                         | 1936                                    | Buenos Aires                            | Av. Corrientes 1051, San Nicolás         | Obelisco                                |
|                                         | 1938                                    | Buenos Aires                            | C/ Bolívar 263, Monserrat                | Colegio Nacional                        |
|                                         | 1940                                    | Buenos Aires                            | C/ Brandsen 805, La Boca                 | Estadio La Bombonera                    |
|                                         | 1950                                    | Avellaneda                              | Pje. Mozart y Corbatta S/N               | Estadio El Cilindro                     |